# Pseudoeconesus geraldinae
Pseudoeconesus geraldinae is een schietmot uit de
familie Oeconesidae. De soort komt voor in het Australaziatisch gebied.